# Bertula saigonensis
Bertula saigonensis là một loài bướm đêm trong họ Erebidae.